# Кубок Білорусі з футболу 1992—1993
Кубок Білорусі з футболу 1992–1993 — 2-й розіграш кубкового футбольного турніру в Білорусі. Титул вперше здобув Німан.

## Календар
| Раунд        | Дата                       | Матчі | Клуби   |
| ------------ | -------------------------- | ----- | ------- |
| Перший раунд | 24-30 вересня 1992         | 11    | 43 → 32 |
| 1/16 фіналу  | 7 жовтня 1992              | 16    | 32 → 16 |
| 1/8 фіналу   | 14 жовтня 1992             | 8     | 16 → 8  |
| 1/4 фіналу   | 21 жовтня/5 листопада 1992 | 8     | 8 → 4   |
| 1/2 фіналу   | 24 березня/2 травня 1993   | 4     | 4 → 2   |
| Фінал        | 22 червня 1993             | 1     | 2 → 1   |

## Перший раунд
| Команда 1                     | Рахунок      | Команда 2                  |
| ----------------------------- | ------------ | -------------------------- |
| 24 вересня 1992               |              |                            |
| Білорусь (Мар'їна Горка) (2)  | 2:0          | Полісся (Мозир) (2)        |
| Ореса (Любань) (3)            | 3:2          | Вікторія (Клецьк) (3)      |
| Будівельник (Береза) (3)      | 2:5          | АФВіС-РШВСМ (Мінск) (2)    |
| Легмаш (Орша) (3)             | 3:2          | Технолог (Івацевичі) (3)   |
| Кардан-Флаєрс (3)             | 0:4          | Шинник (Бобруйськ) (2)     |
| Колос (Вусце) (2)             | 1:2          | Комунальник (Пінськ) (2)   |
| Електромодуль (Молодечно) (3) | 0:2          | Деревообробник (Мости) (3) |
| Атака-407 (Мінськ) (3)        | 0:2          | Нафтан (3)                 |
| Хімік (Світлогорськ) (2)      | 2:2 пен. 4:2 | Альбертін (Слонім) (2)     |
| Зоря (Язиль) (3)              | +:-          | Спартак (Шклов) (3)        |
| 30 вересня 1992               |              |                            |
| Білорусь (Мінськ)             | 1:0          | Зміна (Мінськ) (2)         |

## 1/16 фіналу
| Команда 1                                | Рахунок      | Команда 2                    |
| ---------------------------------------- | ------------ | ---------------------------- |
| 7 жовтня 1992                            |              |                              |
| Сільмаш (Могильов) (2)                   | 0:2          | Хімік (Гродно)               |
| Нива-Трудові резерви (Самохваловичі) (2) | 0:2          | Будівельник (Старі Дороги)   |
| Гомсільмаш                               | 8:0          | Білорусь (Мар'їна Горка) (2) |
| Дніпро (Могильов)                        | 3:2          | Білорусь (Мінськ)            |
| Ореса (Любань) (3)                       | 3:2          | Трактор (Бобруйськ)          |
| АФВіС-РШВСМ (Мінск) (2)                  | 0:8          | Динамо (Мінськ)              |
| БЕЛАЗ (Жодино)                           | 8:0          | Легмаш (Орша) (3)            |
| Комунальник (Пінськ) (2)                 | 3:1          | Торпедо (Мінськ)             |
| Шинник (Бобруйськ) (2)                   | 0:0 пен. 3:4 | Локомотив (Вітебськ)         |
| Деревообробник (Мости) (3)               | 1:0          | Шахтар (Солігорськ)          |
| Нафтан (3)                               | 2:0          | Взуттєвик (Ліда)             |
| Ведрич (Річиця)                          | +:-          | Зоря (Язиль) (3)             |
| КІМ (Вітебськ)                           | 5:0          | Хімік (Світлогорськ) (2)     |
| Німан (Стовбці) (2)                      | 0:6          | Торпедо (Могильов)           |
| Брестбитхім (Брест) (2)                  | 1:2 дч       | Металург (Молодечно)         |
| Верстатобудівник (Сморгонь) (2)          | 0:3          | Динамо (Берестя)             |

## 1/8 фіналу
| Команда 1                  | Рахунок       | Команда 2                |
| -------------------------- | ------------- | ------------------------ |
| 14 жовтня 1992             |               |                          |
| Будівельник (Старі Дороги) | 2:3 дч        | Хімік (Гродно)           |
| Дніпро (Могильов)          | 2:0           | Гомсільмаш               |
| Ореса (Любань) (3)         | 0:5           | Динамо (Мінськ)          |
| Локомотив (Вітебськ)       | 1:0           | БЕЛАЗ (Жодино)           |
| Деревообробник (Мости) (3) | 1:3           | Комунальник (Пінськ) (2) |
| Нафтан (3)                 | 1:2           | Ведрич (Річиця)          |
| Торпедо (Могильов)         | 1:3           | КІМ (Вітебськ)           |
| Динамо (Берестя)           | 1:1 пен. 9:10 | Металург (Молодечно)     |

## 1/4 фіналу
| Команда 1                  | Заг. | Команда 2         | 1-й матч | 2-й матч |
| -------------------------- | ---- | ----------------- | -------- | -------- |
| 21 жовтня/5 листопада 1992 |      |                   |          |          |
| Хімік (Гродно)             | 3:1  | Дніпро (Могильов) | 0:1      | 3:1      |
| Локомотив (Вітебськ)       | 3:10 | Динамо (Мінськ)   | 1:8      | 2:2      |
| Комунальник (Пінськ) (2)   | 1:4  | Ведрич (Річиця)   | 0:1      | 1:3      |
| Металург (Молодечно)       | 1:3  | КІМ (Вітебськ)    | 1:0      | 0:3      |

## 1/2 фіналу
| Команда 1                | Заг.    | Команда 2      | 1-й матч | 2-й матч |
| ------------------------ | ------- | -------------- | -------- | -------- |
| 24 березня/2 травня 1993 |         |                |          |          |
| Динамо (Мінськ)          | 4:4 (ч) | Німан (Гродно) | 2:3      | 2:1      |
| Ведрич (Річиця)          | 3:1     | КІМ (Вітебськ) | 2:0      | 1:1      |

## Фінал
| 22 червня 1993 |

| Німан                   | 2:1      | Ведрич (Річиця) |
| ----------------------- | -------- | --------------- |
| Сисоєв 18' Мазурчик 28' | Протокол | Агеєв 84'       |

| Стадіон «Динамо», Мінськ Глядачів: 11 000 Арбітр: Вадим Жук |